# التیپرمک، یوسفلی
التیپرمک، یوسفلی (به لاتین: Altıparmak, Yusufeli) یک منطقهٔ مسکونی در ترکیه است که در استان آرتوین واقع شده‌است.

## خصوصیات
التیپرمک ۴۶۹ نفر جمعیت دارد.